# Рокита (Миргородський район)
Роки́та (у XIX ст. — Кадницеве) — село в Україні, в Білоцерківській сільській громаді Миргородського району Полтавської області. Населення станом на 2001 рік становило 932 особи.

## Назва
Назва села Рокита походить від українського слова «Рокита», що означає «верба». Це тому, що колишні хутірські поселення були розташовані в мальовничих долинах, береги яких були зарослі вербами та лозами. Жителі хуторів займалися землеробством і скотарством.

## Географія

### Розташування
Село Рокита знаходиться в урочищі Безштанне, по селу протікає пересихаюча річечка із загатами, яка через 8 км впадає в річку Псел. На відстані до 1,5 км розташовані села Шпирни, Бондусі та Говори. Через село проходить автомобільна дорога Т 1717.
Розташована за 35 км від селища Велика Багачка. Залізнична станція Хорол — за 46 км, Сагайдак — за 39 км, до автомагістралі М03 (Київ—Харків) — 10 км.
На території села знаходяться 6 ставків та одне озеро, які використовуються для господарських потреб. Знаходяться вони в межах, на жаль, уже зниклих хуторів: Полтавці, Малищина, а також існуючих, але вимираючих сіл: Говори, Андрущина, Кравченки. В ставах мешкає карась, короп, окунь, товстолоб, раки і щуки.

### Ґрунти, корисні копалини
Населений пункт розміщений на Придніпровській, злегка хвилястій рівнині. Вся місцевість розташована в зоні лісостепу з чорноземними ґрунтами, які є родючі, дають багаті врожаї таких культур: озимої пшениці, кукурудзи, цукрових буряків, соняшнику, картоплі та ін. Лісів у даній місцевості немає, але село потопає в квітучих садах, особливо на присадибних ділянках. Село прикрашають декоративні дерева сільського центрального парку.
Місцевість села Рокита не багата на корисні копалини, лише в зниклому хуторі Полтавці є глина.

## Історія
Виникло село в другій половині XVIII століття як група Рокитянських хуторів.
Як свідчать архівні документи, на території сучасного села Рокита виникли окремі поселення (хутори), малочисельні за населенням:
- хутір Велика Рокита мав 84 господарства, з них 82 козацьких господарства привілейованих. В усіх господарствах було 708 десятин землі, 552 особи жителів (з них: шевців — 3, тесляр — 1, ткач — 1, чоботар — 1).

- хутір Полтавці мав 19 господарств, з них 12 господарств козацьких, 3 господарства привілейованих, решта — міщани. Земельних угідь було 124 десятини.

- хутір Лайли (Настюченки) складався з 17 господарств, з них 16 господарств козацьких та одне привілейоване. Всього земельних угідь 180 десятин.

Історія хуторів пов'язана з історією містечка Остап'є, яке вперше згадується у документах XVII ст.
У 1763 році існувала Остапівська сотня, до складу якої входили хутори Велика Рокита, Полтавці, Лайли і дрібніші хутори.
Як відомо, перші переселенці на землях Рокити були жителі з Остап'я та навколишніх місцевостей. Особливо багато було втікачів з Правобережної України, яка в той час перебувала під гнітом польської шляхти.
Крім родових зв'язків між жителями села Остап'є, які є і до цього часу, прив'язувала і належність до однієї парафії — остапівської, яка відігравала значну роль у духовному житті тодішніх селян.
В кінці XVIII ст. Остап'є було перетворено в волосний центр Хорольського повіту, до складу якого увійшли Велика Рокита, Полтавці, Лайли.
В першій половині ХІХ ст. відбулося значне майнове розшарування. Частина селян-козаків втратили землю і, щоб не загинути з голоду, займалися ремеслами: були ткачі, теслярі, шевці тощо.
Земельні наділи були мізерними: 15 господарств — мали лише садиби; 14 господарств — до 2 десятин; 21 господарство — до 3 десятин 33 господарства — від 5 до 9 десятин; 15 господарств — більше 20 десятин; 3 господарства — 50 і більше десятин. З цих даних видно, що значна частина жителів хуторів були безземельні і малоземельні.
Найкращі землі, ставки і луки були в руках дворянина Раковича В. і відставного царського полковника Захарія Гречки (300 десятин), багатіїв Музиченка Антона, Настиченка Михайла. Навколишні землі належали графині Капніст М. В. та поміщикам Базилевським. Тому значна частина селян в середині XIX ст. змушена була працювати на поміщиків і заможних селян на становищі батраків, жити за рахунок посезонних заробітків, а взимку займатися ремеслом.
Заможні селяни і місцеві багатії, крім прямої експлуатації, проводили лихварські операції: вони давали біднякам грошову позику під майбутній відробіток улітку, вносили за них казенні податі, одержуючи за рік з селян великий процент (30—40 %).
В цей час селяни були масово неписьменними. Та й звідки вони могли навчитися грамоти, коли на хуторах Рокити не було навіть початкової школи. Лише декілька осіб із заможних селян і дворян могли здобути освіту в школі містечка Остап'є та в Хорольській гімназії. Жінки зовсім не навчалися грамоти. Тим дівчатам, які прагнули освіти, була одна відповідь: гребінь, прядка, кочерга — вся грамота твоя.
За переписом 1859 року в Рокитянських хуторах налічувалось 75 дворів, 723 жителі.
У найбільшому з хуторів (Великій Рокиті) у 1860 році за кошти підпоручика Ф. Ф. Кодинця була побудована Дмитрівська церква з дзвіницею, при якій діяли бібліотека та церковнопарафіяльна школа.
На карті 1869 року хутори були позначені як Старорокитянські.
В 60-х роках 19 ст. селяни Рокити, які були в більшості за походженням козаками, були перетворені царським урядом в державних селян. Вони були обкладені тяжкими грошовими податками, натуральними повинностями. Державні селяни розорялися, зростало число бездомних, які втрачали своє майно і перетворювались у наймитів. В цей час царський уряд щедро роздавав казенні землі на півдні України і генералам, і великим чиновникам.
Малоземельні і розорені селяни Рокити та навколишніх хуторів, ранньою весною напівбосі, слабо одягнуті з порожніми мішками за плечима, групами брели під дощ і негоду в Таврію, на Катеринославщину, до Фальц-Фейна з надією знайти роботу продати свої руки за мізерний заробіток в панських економіях. Пізньої осені поверталися вони із заробітків до своїх домівок з тяжкими думами про те, як прогодувати сім'ю. Траплялося, що і зовсім не поверталися до своїх сімей заробітчани. Гинули від хвороб і недоїдання в наймах та на довгих тяжких дорогах.
Не покращало становище селянської бідноти і після реформи 1861 року. З розвитком капіталізму на селі зростає сільська верхівка — куркулі. Це приводить до появи величезної кількості батраків. Селяни, що розорялися в цей період, працювали і далі в поміщицьких маєтках, на бурякових плантаціях, в куркульських господарствах жали за сніп (7-8 снопів від накошеного). Ставали чорноробочими, виїжджали зовсім у промислові міста.
Не дивлячись на розвиток капіталістичних відносин, в селі продовжувало існувати натуральне господарство. Щоб виготовити одяг — сіряк, кожух, свитку, запаску, потрібно було тримати в господарстві овець, а для виготовлення спіднього одягу вирощували коноплі, льон. Отже, більше одягу було знову ж у тих, хто мав більше землі. Взуття носили лише на великі свята і взимку, решту часу дорослі і діти ходили босі.
В цей час виникає в хуторі Рокита перша крамничка, власник якої був Шполянський, що торгував товарами, привезеними з міста: дьоготь, сукно, риба, дерев'яний і глиняний посуд. На міждоріжжі стояв шинок, його ще називали «монопольська», де селяни витрачали з горя останні копійки.
У 1885 році колишнє власницьке село мало 39 дворів, 288 жителів, волосне управління, православну церкву, 2 постоялих двори, лавку, 2 вітряних млини. Рокита була волосним центром.
У 1900 році з'явилася Успенська церква.
За переписом 1900 року у селі Рокита Рокитянської волості Хорольського повіту було 64 двори, 375 жителів, земська школа, відбувалося 3 ярмарки на рік.
У 1910 році в селі працювали 2 парових млини.
Багато нещасть і жертв селянам Рокити принесла перша світова війна — учасниками якої були Козленко Т. П., Сокіл Т. Г., Штанько Г. М..
У січні 1918 року в селі розпочалась радянська окупація.
У березні 1918 року село було звільнене німецькими військами від більшовиків.
Навесні 1919 року більшовики знову окупували село.
За переписом 1926 року у селі Мала Рокита Рокитянської сільської ради Остапівського району Лубенської округи було 69 дворів, 321 житель.
У 1927-1928 роках в селі було побудовано цегляне приміщення — семирічну школу, в якій діти могли здобувати освіту.
Перше колективне господарство на території с. Рокита утворилося в 1930 році і дістало назву «Червоний колос». Воно складалося з 32 господарств, артіль очолив Сидоренко Яків Федорович.
У 1931 році на території села було чотири колективні господарства: «Червоний колос», «Червоний партизан», «Краще життя», «Червоний промінь», земельна площа яких становила 550 га.
З розвитком індустріалізації в країні, як наслідок виконання другої п'ятирічки, сільське господарство отримало передову сільськогосподарську техніку: трактори, комбайни, причіпний інвентар.
У 1932–1933 роках внаслідок Голодомору, проведеного радянським урядом, у селі загинуло 48 мешканців, в тому числі встановлено імена 37 загиблих. Збереглися свідчення про Голодомор місцевих жителів, серед яких Адаменко Г. М. (1919 р. н.), Дем'яненко Г. Г. (1925 р. н.), Сологуб М. М. (1916 р. н.). Для увіковічення жертв голодомору на околиці села на місці масових поховань померлих було встановлено пам'ятний хрест як знак народної скорботи.
У 1934 році відбувається укрупнення колгоспів. На території села з чотирьох колгоспів утворюється два: ім. Постишева, який пізніше перейменували в колгосп ім. Фрунзе, та «Червоний партизан». В колгоспах переважало земельне господарство. Тваринництво було малорозвинене. Із зернових культур вирощували жито, пшеницю, ячмінь, овес, просо. З технічних культур вирощували буряк, коноплі.
У 1935 році перестала діяти сільська церква, перетворена на сільський клуб, де демонструвалися фільми і відбувалися художні вечори. Перед війною церкву було зовсім розібрано на потреби колгоспу, а на місці церкви було закладено фундамент сільського клубу. Війна перешкодила завершенню будівництва клубу і лише в 1953 році в центрі села виріс один з найкращих у районі Рокитянський сільський клуб на 500 місць.

### Рокита в роки Другої світової війни
Напад 22 червня 1941 року нацистської Німеччини на Радянський Союз перервав мирну працю радянського народу. В перші дні війни пішли на фронт і жителі с. Рокита. Лише в перший день війни до військкомату прибуло 120 військовозобов'язаних, а до 14 вересня 1941 року, коли німецьким загарбникам тимчасово вдалося окупувати Полтавщину, в тім числі і с. Рокиту, жодного жителя, здатного воювати, в селі не залишилося — всі пішли на фронт. Настали чорні дні окупації.
Нацисти розграбували колгоспне майно, познищували будівлі, фруктові сади повирубували на паливо. Полювали вони і на юнаків та дівчат, щоб відправити їх на роботи до Німеччини. Молодь не бажала працювати на своїх ворогів, тікала з села, під час перевезень переховувалися, де могли, а окремі шукали підпільні організації, партизанські загони, як Полтавець Григорій Михайлович, Жербина Іван Васильович та ін.
Ворогу вдалося насильно забрати в Німеччину 101 юнаків і дівчат, частина яких загинула на каторжних роботах: Олійник Катерина Іванівна, Похилець Катерина.
Після розгрому німецьких військ на Курській дузі влітку 1943 року радянська армія широким фронтом йшла до Дніпра. Після вигнання німецьких окупантів 23 вересня 1943 року з села Рокита селяни приступили до відбудови, було відбудовано спалені будівлі, школу. З фронту не повернулося 287 осіб.

### Повоєнні роки
Відсвяткувавши перемогу над фашистськими загарбниками, жителі села Рокита і навколишніх сіл, приступили до відновлення колгоспів.
У 1947 році в селі було два колгоспи: ім. Фрунзе — голова Полтавець Петро Михайлович і «Червоний партизан» — голова Семука Андрій Іванович.
У 1957 році в селі було встановлено пам'ятник воїнам-односельцям, що полягли (148 чол.) на фронтах Німецько-радянської війни.
У 1958 році два колгоспи було об'єднано в «Маяк комунізму», головою якого на колгоспних зборах було обрано П. М. Полтавця, що багато зробив для розвитку колгоспного виробництва. За короткий час колгосп став одним з передових не тільки в районі, а й в області. Колгосп мав високі прибутки, багато коштів, вкладав у культурний та соціальний розвиток села. За рахунок колгоспу було збудовано новий будинок культури, побудовано нову школу в 1967 році, пошивочну майстерню, медамбулаторію, почали процвітати нові магазини, було побудовано історичні пам'ятки (пам'ятники Леніну, колгоспниці), зведено 4 дво- і триповерхові будинки для колгоспників і сільської інтелігенції. Вулиці села були вкриті асфальтовим покриттям, побудовано лазню, млин, олійницю, дитячий садок та ін.
У 1966 році у селі був колгосп «Маяк комунізму», що мав 4978 га землі і спеціалізувався на виробництві зерна, буряків і тваринницької продукції. За досягнуті успіхи у розвитку тваринництва колгосп одержав право на участь у сільськогосподарській виставці в Москві в 1954 році. П. М. Полтавець очолював артіль з 1947 року. За успіхи, досягнуті колгоспом, він був двічі нагороджений — орденом Леніна в 1957 році та орденом Трудового Червоного Прапора в 1966 році; в цьому ж році був делегатом XXIII з'їзду Комуністичної партії Радянського Союзу.
У 1966 році в Рокиті була середня школа, бібліотека, клуб на 450 місць, відділення зв'язку. Населення становило 1017 чол. Село було центром Рокитянської сільської ради, якій були підпорядковані населені пункти Андрущине, Бондусі (нині не існує), Говори, Кравченки, Малинщина (нині не існує), Полтавці (нині не існує).
У 1990 році населення села становило 986 осіб.

### Період незалежності
У 1991 році в селі був колгосп «Маяк комунізму» (зерново-буряківничого напряму, тваринництво), відділення зв'язку, АТС, середня школа, фельдшерсько-акушерський пункт, дитсадок, Будинок культури на 400 місць, бібліотека (14,6 тис. одиниць літератури).
Референдум 1 грудня 1991 року ввійшов в історію України як день національної єдності нашого народу. «Так» незалежності сказали 94.9 % виборців Полтавщини. «Так» незалежності сказали 92,8 % жителі Рокитянської сільради, що стало початком нового життя, важкого і непередбачуваного, незнаного, перспективного і цікавого. Вибір зробили на користь свободи і незалежності.
На початку 1990-х років досить міцним господарством було колективне сільськогосподарське підприємство «Маяк», яке очолював Полонський І. В. З середини 1990-х років — Полтавець Г. Г., який раніше працював головним агрономом. Колективне господарство охоплювало 3 села: Рокита, Кравченки, Говори.
Національне піднесення 1980-х років було невід'ємно пов'язане з відновленням православної церкви. Розпочався процес духовного піднесення. На прохання громади с. Рокита і навколишніх сіл в січні 1995 року в селі було відкрито церкву. В ній по цей час проходять богослужіння.
За умов спаду виробництва, нестабільності в економічному житті країни криза охопила і КСП «Маяк». Неухильно зменшувалось виробництво продукції рослинництва і тваринництва, погіршувалось фінансове становище села. Нестача обігових коштів призвела до скорочення споживання найважливіших ресурсів виробництва — нафтопродуктів, добрив, засобів захисту рослин і тварин. Як наслідок, КСП зменшило обсяги виробництва реалізованої продукції, знизились прибутки. Збитковим стало виробництво молока і м'яса.
З 1 січня 1996 року розпочався процес роздержавлення, передача у колективну власність сільськогосподарських угідь. Паралельно відбувалося паювання майна та земель колгоспу. У той же час розвивалися індивідуальні господарства, селяни починають утримувати більше худоби та обробляти більше землі у вільний від роботи у колективному господарстві час.
Реальні зрушення аграрної реформи в селі розпочалися після Указу Президента України від 3 грудня 1999 року. Розпочалось реформування КСП.
На основі Програми Земельної реформи на 2001—2005 роки в Полтавській області, в Рокитянській сільській раді до січня 2005 року відбулося повне розпаювання землі.
Шість чоловік, отримавши землю, зареєстрували свої фермерські господарства. Протягом 2001—2005 років зусиллями КСП «Маяк» і громади село було повністю газифіковано. Блакитне паливо поступає у кожну домівку, школу, адмінбудинок, дитячий садок і т. д.
У 2006 році в селі Рокита ПрАТ «Оріль-Лідер» було побудовано елеватор вартістю 15 млн гривень. Це підприємство інвестує у соціальну сферу і надає близько 40 робочих місць жителям села.
13 жовтня 2016 року шляхом об'єднання Корнієнківської та Рокитянської сільських рад Великобагачанського району була утворена Рокитянська сільська об'єднана територіальна громада з адміністративним центром у с. Рокита.

## Економіка
- Молочно-товарна та свино-товарна ферми
- Новомовсковська філія ПрАТ «Оріль-Лідер»

## Політика

### Парламентські вибори, 2019
На позачергових парламентських виборах 2019 року у селі функціонувала окрема виборча дільниця № 530028, розташована у приміщенні школи.
Результати
- зареєстровано 616 виборців, явка 60,71%, найбільше голосів віддано за «Слугу народу» — 56,87%, за Всеукраїнське об'єднання «Батьківщина» — 11,05%, за Радикальну партію Олега Ляшка — 9,43%.[4] В одномандатному окрузі найбільше голосів отримала Анастасія Ляшенко (Слуга народу) — 32,43%, за Костянтина Іщейкіна (самовисування) — 20,54%, за Олексія Баганця (Всеукраїнське об'єднання «Батьківщина») — 12,70%[5].

## Об'єкти соціальної сфери
- Рокитянська загальноосвітня школа І-III ступенів
- Будинок культури на 400 місць
- Бібліотека

## Пам'ятки історії
- Пам'ятник воїнам-односельцям, що полягли на фронтах Німецько-радянської війни
- Братська могила радянських воїнів, які загинули 1943 року під час визволення села від гітлерівців
- Пам'ятник трудової Слави
- Меморіальна дошка на честь учасника бойових дій у Афганістані В. О. Демиденка
- Пам'ятник В. І. Леніну

## Спорт
ФК «Рокита» є чемпіоном Полтавської області з футболу 2015 року та бронзовим призером першостей 2016 та 2017 років. В 2015 та 2017 роках ФК «Рокита» ставав абсолютно найкращим аматорським футбольним клубом області, здобувавши суперкубок Полтавщини. Двічі ФК «Рокита» був фіналістом кубка Полтавської області з футболу.
Крім того, ФК «Рокита» є володарем Шишацького кубку (представницький турнір, значно популярніший та престижніший за кубок Полтавської області з футболу — проводився до 2015 року).

## Відомі люди
- Домашенко Тетяна Михайлівна (1954 р. н.) — поетеса, громадсько-політичний діяч
- Кодинець Федір Федорович (?—?) — благодійник. У 1860 році збудував місцеву Дмитрівську церкву